# المعهد العالي للفنون والحرف بسيدي بوزيد
المعهد العالي للفنون والحرف بسيدي بوزيد هو مؤسسة جامعية حكومية تونسية تابعة لجامعة القيروان ويقع في مدينة سيدي بوزيد.